# Liste der Baudenkmale in Brome
In der Liste der Baudenkmale in Brome sind alle Baudenkmale der niedersächsischen Gemeinde Brome aufgelistet. Die Quelle der  Baudenkmale ist der Denkmalatlas Niedersachsen. Der Stand der Liste ist der 14. Januar 2023.

## Allgemein
In den Spalten befinden sich folgende Informationen:
- Lage: die Adresse des Baudenkmales und die geographischen Koordinaten. Kartenansicht, um Koordinaten zu setzen. In der Kartenansicht sind Baudenkmale ohne Koordinaten mit einem roten Marker dargestellt und können in der Karte gesetzt werden. Baudenkmale ohne Bild sind mit einem blauen Marker gekennzeichnet, Baudenkmale mit Bild mit einem grünen Marker.
- Bezeichnung: Bezeichnung des Baudenkmales
- Beschreibung: die Beschreibung des Baudenkmales. Unter § 3 Abs. 2 NDSchG werden Einzeldenkmale und unter § 3 Abs. 3 NDSchG Gruppen baulicher Anlagen und deren Bestandteile ausgewiesen.
- ID: die Objekt-ID des Baudenkmales
- Bild: ein Bild des Baudenkmales, ggf. zusätzlich mit einem Link zu weiteren Fotos des Baudenkmals im Medienarchiv Wikimedia Commons. Wenn man auf das Kamerasymbol klickt, können Fotos zu Baudenkmalen aus dieser Liste hochgeladen werden:

## Brome

### Gruppe: Burg
Die Gruppe hat die ID 33919565. Hauptbau einer Schlossanlage aus dem späten 16. Jh. auf Freifläche, dazu Erdkeller und Hofpflaster.

| Lage                                    | Bezeichnung    | Beschreibung | ID       | Bild           |
| --------------------------------------- | -------------- | --- | -------- | -------------- |
| Junkerende 52° 36′ 11″ N, 10° 56′ 55″ O | Burg           | Zweigeschossiges Gebäude mit langgestreckten Nord- und kurzen Ostflügel sowie runden, hochaufragenden Treppenturm im Winkel zwischen den beiden halbwalmgedeckten Flügeln. Baumaterial ist Backstein, am Ostflügel auch Feld- und Bruchstein. Für Rahmungen der Türen, Fenster im OG und im Treppenturm sowie einläufige Freitreppe und die meisten Stufen der Wendeltreppe wurde Sandstein verwendet. Hauptbau der ehemaligen Schlossanlage, errichtet nach dem Kauf 1583 durch Mitglieder der Familie von Bartensleben-Wolfsburg. Baumeister war der Gifhorner Hans Ludewig. Das 1654 überlieferte Fachwerkgeschoss und das DG mit zwei Zwerchhäusern wurde unter Gebhard Werner von der Schulenburg entfernt. 1756 steinerne Renaissance-Fassade an Westseite des Nordflügels abgetragen, die gekuppelten Obergeschossfenster eingebaut und das heutige Dach aufgerichtet. Museale Nutzung seit 1979. | 33923327 | Weitere Bilder |
| Junkerende 52° 36′ 11″ N, 10° 56′ 54″ O | Erdkeller      | Halbunterirdischer Keller von T-förmigem Grundriss unter Anhäufung von Erde und Bauschutt. Tonnengewölbe von 15,5 m Länge mit segmentbogigem Eingang an Ostseite und zwei segmentbogigen Schießöffnungen in Außenmauer des Quergangs, die auf den Zugang zum Schlosshof gerichtet sind. | 33923306 |                |
| Junkerende 52° 36′ 11″ N, 10° 56′ 54″ O | Hofpflasterung | Pflasterung des Schlosshofs mit Feldsteinen. | 51052103 | BW             |

### Gruppe: Wohnhauszeile
Die Gruppe hat die ID 33919583.

| Lage                                      | Bezeichnung               | Beschreibung | ID       | Bild |
| ----------------------------------------- | ------------------------- | --- | -------- | ---- |
| Junkerende 3 52° 36′ 9″ N, 10° 56′ 45″ O  | Wohnhaus                  | Eingeschossiger, giebelständiger Fachwerkbau mit Ziegelausfachungen auf Sandsteinquadersockel. Gefache an Westseite erhaben verputzt. Sparrendach mit Aufschieblingen, gedeckt mit Betonpfannenziegeln. Pferdeköpfe als straßenseitiger Giebelschmuck über Eulenloch. Schwellenbalken des DG mit Inschrift Baujahr 1826. Fachwerkgefüge nachträglich verändert.                                                                                        | 33923351 |      |
| Junkerende 7 52° 36′ 10″ N, 10° 56′ 46″ O | Wohnhaus                  | Eingeschossiger, traufständiger Fachwerkbau mit Ziegelausfachungen auf Sockel aus Sandsteinquadern mit Schmiegenprofil unter Satteldach. Zwerchgiebel über Mittelachse der symmetrisch gegliederten Fassade. Freistehende Westwand mit Holzbrettern vertikal beschlagen, das Giebeldreieck hat Kunststoffbehang. | 33923398 | BW   |
| Junkerende 9 52° 36′ 10″ N, 10° 56′ 47″ O | Wohn-/ Wirtschaftsgebäude | Eingeschossiger, traufständiger Fachwerkbau mit Ziegelausfachungen auf Sockel aus Sandsteinquadern mit Schmiegenprofil unter Satteldach. Wohnbereich mit symmetrischer Fassade und Zwerchgiebel über dem Eingang. Auf Nabe der Speichensprossen im Oberlicht über original erhaltenen Haustür das Erbauungsjahr 1826. Anbau Dielenquerdurchfahrt mit Holztor und Prellsteinen im Westen in erster Hälfte 20. Jh. Straßenseitige Gefache weiß verputzt. | 33923424 | BW   |

### Gruppe: Kirche mit Pfarrhof
Die Gruppe hat die ID 33919600. Spätklassizistischem Bau der Liebfrauenkirche und Pfarrhof mit Pfarrhaus und Fachwerkscheune.

| Lage                                       | Bezeichnung      | Beschreibung | ID       | Bild |
| ------------------------------------------ | ---------------- | --- | -------- | ---- |
| Hauptstraße 10 52° 36′ 6″ N, 10° 56′ 35″ O | Liebfrauenkirche | Saalkirche aus roten Backsteinen mit nach Süden abgewalmten Satteldach mit Hohlziegeldeckung. Sockel aus Bruchstein und Schmiegenprofil, Hauptportal und Nebenportal aus ungefasstem Naturstein. Gesimse und Giebel weiß gefasst. Kantenlisenen und hohe, rundbogige Fenster gliedern den rechteckigen Baukörper. Im Inneren verputztes Spiegelgewölbe. Bauzeitliche Ausstattung erhalten.                                               | 33923158 |      |
| Hauptstraße 12 52° 36′ 5″ N, 10° 56′ 35″ O | Scheune          | | 33923771 | BW   |
| Hauptstraße 12 52° 36′ 5″ N, 10° 56′ 37″ O | Pfarrhaus        | Zweigeschossiger Fachwerkbau auf Werksteinsockel unter Halbwalmdach mit Pfannenziegeldeckung, traufständig, freistehend, zurückgesetzt. Beide Giebelseiten Ziegelbehang. Fachwerk mit Ziegelausfachung in Stockwerkbauweise ohne Auskragung, Zierbrett über Geschossgrenze mit Inschrift, einfaches Fachwerkgefüge mit Streben in den Eckfeldern, Fenster- und Türrahmen sowie zweiflügelige Haustür mit Oberlicht bauzeitlich erhalten. | 33923186 | BW   |

### Einzelbaudenkmale
| Lage                                             | Bezeichnung               | Beschreibung | ID       | Bild |
| ------------------------------------------------ | ------------------------- | --- | -------- | ---- |
| Bahnhofstraße 4 52° 36′ 5″ N, 10° 56′ 29″ O      | Einfriedung               | Straßenseitige Einfriedung eines Grundstücks, bestehend aus schmiedeeisernen Zaun auf Werksteinsockel zwischen zwei Ziegelmauerabschnitten und mittiger Toreinfahrt. Die Torpfeiler haben Backsteinschäfte mit abgerundeten Kanten und profilierte Abdeckung mit Kugelaufsatz. Eiserne Zwischenpfosten durch Jugendstildekor der Zaunelemente zu stilisierten Blumen ergänzt. | 33923127 |      |
| Junkerende 14 52° 36′ 10″ N, 10° 56′ 51″ O       | Wohn-/ Wirtschaftsgebäude | Ehemaliges Gesindehaus des Gutes Brome, eingeschossiger Fachwerkbau mit verputzten Gefachen auf Natursteinsockel unter Walmdach mit Linkskremperdeckung. In westlicher Hälfte Brustriegel sowie Fensterstürze und Riegel in gleicher Höhe. Am Wohnteil ist im Fachwerkgefüge Erweiterung nach Osten auszumachen. Wirtschaftsteil im Westen in zweiter Hälfte 19. Jh. vergrößert: Fachwerkbau mit Ziegelausfachung, teilweise massiv ersetzte Westwand. Satteldach mit Linkskremperdeckung, das gleiche Ziegelformat zur Verblendung der Giebel. | 33923282 | BW   |
| Hauptstraße 52° 36′ 5″ N, 10° 56′ 31″ O          | Kriegerdenkmal            | | 33923211 | BW   |
| Hauptstraße 23 / 23a 52° 36′ 8″ N, 10° 56′ 39″ O | Wohn-/ Wirtschaftsgebäude | Zweigeschossiges Fachwerkhaus mit Ziegelausfachung über Steinsockel unter flachen Satteldach in Stockwerkbauweise als Doppelwohnhaus errichtet. Breite Straßenfront des traufständigen Gebäudes ist symmetrisch mit mittiger Quereinfahrt. Beiden Eingänge haben Korbbögen, Fensterverdachungen sind flache klassizistische Giebel. Erbaut in erster Hälfte 19. Jh. Westliche Schmalseite mit Ziegelbehang, Giebel mit Vertikalbeschlag. | 33923235 | BW   |
| Mühlenstraße 7 52° 36′ 8″ N, 10° 56′ 28″ O       | Wohnhaus                  | Traufständiger, eingeschossiger Fachwerkbau mit Ausfachungen in Ziegel und Zierfachwerk auf Natursteinsockel unter Satteldach. In Mitte über Eingang der symmetrischen Straßenfassade Zwerchgiebel mit Freigespärre, Seitenwangen mit Schieferbehang. Freigespärre und Schieferbehang der Fassade an nördlicher Giebelseite. Erbaut um 1900. | 33923471 | BW   |
| B 244, km 50,700 52° 36′ 34″ N, 10° 55′ 12″ O    | Wegweiser                 | | 33923061 | BW   |
| B 248, km 58,460 52° 37′ 17″ N, 10° 58′ 2″ O     | Wegweiser                 | | 33923518 | BW   |
| B 248, km 58,984 52° 37′ 29″ N, 10° 58′ 19″ O    | Grenzstein                | | 33923538 | BW   |

## Altendorf

### Gruppe: Kirchplatz Altendorf
Die Gruppe hat die ID 33919618. Historischer Ortskern von Altendorf mit Kirche St. Pankratius, Kirchhof mit Grabsteinen und Einfassung.

| Lage                                  | Bezeichnung    | Beschreibung | ID       | Bild           |
| ------------------------------------- | -------------- | --- | -------- | -------------- |
| Im Dorfe 52° 36′ 14″ N, 10° 55′ 40″ O | St. Pankratius | Flachgedeckte Saalkirche mit Dreiachtel-Schluss aus Feldsteinmauerwerk Baubeginn laut Inschriftenstein über spitzbogigen Zugang auf Südseite Altarhause 1457 begonnen. Gebäudekanten, Traufgesims, Fenster- und Portalgewände am Altarhaus aus Sandstein, die Polygonkanten durch Eckquaderung betont. Mitte 19. Jh. vergrößerten Fenster haben Ziegeleinfassungen. Westfassade des sonst nur im EG massiven Westturms aus Feldsteinen und lagig geschichteten Bruchsteinen aufgemauert, wobei Kanten durch größere Formate betont sind. Satteldach des Schiffs mit Hohlziegeln eingedeckt, Zeltdach des Turmhelms mit Schieferschindeln. Mit dem Turm soll der Kirchenneubau 1517 abgeschlossen gewesen sein. Turmobergeschoss in Fachwerk 1670 erneuert. bauzeitliche Sakristei dem Altarhaus an Nordseite angefügt, Brauthaus von 1658 in Fachwerk mit Ziegelausfachung und Zierelementen dem Langhaus an Südseite. Zur Ausstattung gehören Wandmalereireste, Kanzel von 1607, hölzerne Altarwand von 1779(i) mit Malereien von J. M. Chr. Kracht aus Celle und Orgel von 1899. | 33922992 | Weitere Bilder |
| Im Dorfe 52° 36′ 14″ N, 10° 55′ 40″ O | Kirchhof       | | 33923017 | BW             |
| Im Dorf 52° 36′ 15″ N, 10° 55′ 40″ O  | Sandsteinmauer | Einfriedung aus Sandsteinplatten, die in genutete Pfeiler eingelassen sind. An vier Stellen Zugang. | 33923039 | BW             |

## Benitz

### Einzelbaudenkmale
| Lage                                          | Bezeichnung | Beschreibung | ID       | Bild |
| --------------------------------------------- | ----------- | --- | -------- | ---- |
| Dorfstraße 12 52° 37′ 12″ N, 10° 54′ 30″ O    | Wohnhaus    | Eingeschossiger traufständiger Ziegelbau auf hohem Sockel, unterkellert, unter Satteldach mit Schieferdeckung. Straßenseitig übergiebelter Mittelrisalit mit verziertem Freigespärre. Fenster unter Segmentbögen und glasierten steilen Fensterbänken. | 33923081 | BW   |
| B 244, km 48,950 52° 37′ 14″ N, 10° 54′ 17″ O | Wegweiser   | | 33923105 | BW   |

## Wiswedel

### Einzelbaudenkmale
| Lage                                                | Bezeichnung               | Beschreibung | ID       | Bild |
| --------------------------------------------------- | ------------------------- | --- | -------- | ---- |
| Boitzenhagener Straße 1 52° 36′ 58″ N, 10° 52′ 5″ O | Wohn-/ Wirtschaftsgebäude | Querdielenhaus in Fachwerk mit Ziegelausfachung. Im Wirtschaftsteil eingeschossig in Geschossbauweise, im Wohnteil zweigeschossig in Stockwerksbauweise errichtet. Fenster um 1905 erneuert. Nordfassade im EG des Wirtschaftsteils tw. massiv ersetzt. | 33923599 | BW   |

## Zicherie

### Gruppe: Historischer Ortskern Zicherie
Die Gruppe hat die ID 33919637. Ortsbildprägende Höfe mit Wohnhäusern, Gefallenendenkmal und altem Baumbestand im Bereich des historischen Ortskerns.

| Lage                                             | Bezeichnung | Beschreibung | ID       | Bild |
| ------------------------------------------------ | ----------- | --- | -------- | ---- |
| Böckwitzer Straße 6 52° 34′ 18″ N, 10° 56′ 23″ O | Wohnhaus    | Zweigeschossiger traufständiger Fachwerkbau mit Zierfachwerk auf Natursteinquadersockel unter Satteldach. Übergiebelter Mittelrisalit mit Fachwerkkonstruktion im EG. Giebelfassaden massiv, Fachwerk mit Andreaskreuzen. | 33923650 | BW   |
| Böckwitzer Straße 8 52° 34′ 19″ N, 10° 56′ 21″ O | Wohnhaus    | Eingeschossiger traufständiger Ziegelbau auf bossiertem Sandsteinquadersockel unter Halbwalmdach. Straßenseitig breites Zwerchhaus mit mittigem Spitzgiebel, zeittypische Zierziegelsetzungen und tw. erhaltene bauzeitliche Fenster. Raumgefüge weitgehend unverändert. Bauzeitliche Innenausstattunsgelemente wie Treppe, Fußbodenfliesen im Flur und Pendeltür erhalten. | 33923675 | BW   |

## Einzelbaudenkmale
| Lage                                              | Bezeichnung | Beschreibung | ID       | Bild |
| ------------------------------------------------- | ----------- | --- | -------- | ---- |
| Böckwitzer Straße 15 52° 34′ 20″ N, 10° 56′ 14″ O | Wohnhaus    | Zweigeschossiger traufständiger Backsteinbau mit gestalteten Mittelrisalit samt abschließendem Zwerchhaus, auf hohen Sandsteinsockel unter Satteldach mit Schieferdeckung und Freigespärre an allen Giebelseiten. Symmetrische Fensteranordnung unter Segmentbögen bzw. im Giebeldreieck gekuppelte Rundbogenfenster und glasierten steilen Fensterbänken. | 33923703 |      |
| B 244, km 15,615 52° 33′ 35″ N, 10° 55′ 30″ O     | Grenzstein  | | 33923727 | BW   |